# Гервасий (Линцевский) (епископ Переяславский)
Епископ Гервасий (в миру Григорий Линцевский; 1700 или 1701, Жуляны — 22 декабря 1769 года (2 января 1770 года), Киев) — епископ Русской православной церкви, епископ Переяславский и Бориспольский.

## Биография
Родился в 1700 или 1701 году. Сын священника села Жиляны (Жуляны), под Киевом.
По окончании в 1727 году курса в Киево-Могилянской академии он в сане иеромонаха был преподавателем в классах синтаксимы, а с сентября 1734 года — пиитики.
16 января 1735 года он был назначен наместником Киевского Михайловского Златоверхого монастыря. В ведомости за 1737 года сказано, что он «ныне по трудах профессорских наместническое правление содержащий, при добром, трезвенном и не подозрительном обхождении имеется».

### Русская духовная миссия в Китае
Когда в 1742 году возник вопрос о посылке в Китай русской духовной миссии на смену миссии, лишившейся в это время своего начальника архимандрита Илариона Трусова, архиепископ Киевский Рафаил (Заборовский) после отказа архимандрита Платона (Левицкого) остановил свой выбор на Гервасии. 25 сентября 1742 года Гервасий был возведён в достоинство архимандрита, и 24 января 1743 года Синод указал отправить Гервасия в Пекин сроком на 7 лет, не считая времени, нужного для проезда туда и обратно.
Миссия состояла из 10 человек (2 иеромонахов, церковников и служителей); к ней были прикомандированы и ученики. Иностранная коллегия между прочими инструкциями запретила Гервасию именоваться архимандритом, «дабы китайцы не причли такой чин в противность трактату» и не выслали Гервасия из Китая.
Выехав из Москвы 23 февраля 1743 года, миссия прибыла в Иркутск 12 октября того же года, но должна была (в Иркутске и потом в Кяхте) дожидаться до 25 августа 1745 года «казённого каравана», без которого китайцы не пропускали миссионеров в свои владения. С этим караваном миссия прибыла в Пекин 27 ноября 1745 года.
Положение Гервасия в Китае было незавидное: Сретенская посольская церковь отличалась крайним неблаголепием; помещение для духовенства было тесное, холодное зимой и угарное; на «шестисотное рублевое» жалованье, положенное Гервасию «для безнужного в такой дальности содержания», по свидетельству сведущих людей, можно было только жить, «если вести себя мерно», но отнюдь не так, как в России архимандриты «по чину своему обхождение и довольствие имеют». Много неприятностей пришлось Гервасию вытерпеть в Китае от соотечественников. Директор каравана Лебратовский ещё на пути в Китай «неведомо с какой злобы зачал употреблять способы к его бесчестью» и снабдил его такими служителями, что архимандриту приходилось самому «верблюдов запрягать». В Пекине, по словам Гервасия, Герасим Лебратовский делал ему всевозможные «продерзости, насильства и бесчинства», не дал ему явиться в китайский «трибунал» для представлений «кредитов», и наконец караванные служители по приказу директора избили Гервасия и преданного ему иеродиакона Никона так, что архимандрит «долго после того болел». Не говоря уже о «бесчестии Церкви Святой», Гервасий опасался, что местные «кафолики, к новостям охотники», узнав об этой «комедии», про неё «и в заморские страны газетами пустят». Между начальником миссии и её членами установились самые дурные отношения. По-видимому, члены миссии, засланные на край света почти насильно, «без всякого ко удержанию их отрицания», старались извлечь хоть что-либо приятное из пребывания в «идолаторской» стране, не признавали власти архимандрита, хотели ему «гордость стерти» и вести «свободное и бесстрашное житие», разгуливая по Пекину в китайском платье. Иеродиакон Иоасаф, рекомендованный Гервасию Синодом в советники «по давней там бытности и дорогому житию», оказался главным зачинщиком всех «продерзостей» и был уличён в хождении по кабакам, плясании и драках. Герасим Лебратовский, «обольщая подарками», вооружил против Гервасия учёных киевлян иеромонахов Иоиля Врублевского и Феодосия (Сморжевского), а единственного преданного Гервасию иеродиакона Никона выслал в Россию. Гервасий и его подчинённые не давали Синоду отдыха своими жалобами друг на друга. Члены миссии особенно старались убедить духовное начальство в том, что Гервасий «отлучил» их от себя «непристойными и противными христианскому Восточной Церкви закону поступками»; они обвиняли его в том, что он «радения о новокрещенных не имел» и членам миссии не дает указаний «о способах и начатках проповеди», при церковном служении «иное прибавляет, иное убавляет», крестится и благословляет «целою рукою»; находили, между прочим, неприличным что «Его Преподобие гласом в церкви различным петь изволили». Гервасий, не имея с кем слово сказать, естественно сблизился с жившими в Пекине иезуитами. Члены миссии подметили, что Гервасий не только в костеле «стал с метаниями креститься пред алтарем», но и вел с иезуитами откровенные разговоры о тождестве «по субстанции» латинской и греческой литургий и о необходимости исправить юлианский календарь; из этого они выводили заключение, что «от тех разговоров он, архимандрит, униат мерзкий». Миссия Гервасия осталась безрезультатной, если не считать лингвистических успехов учеников. Даже жившие в Пекине Албазинские казаки враждебно относились к миссии и не давали ей ключей от своей Николаевской церкви. «Новокрещенных же, хотя и есть немало, — писал Гервасий, — но токмо от них прямых христиан двое, которые в церковь и ко мне ходят и по-русскому говорят, я же их и Закону Божию обучаю, а другие крещенные ни в церковь, ни ко мне не являются». С этим согласен и отзыв хорошо знавшего Китай директора каравана 1753 года Владыкина, хотя и оспариваемый историком Китайской миссии епископом Николаем. «Архимандрит Гервасий, сказал в Синоде Владыкин, состояния доброго, точию устарел и в здравии своём слаб. Он и прочие при нём священнослужители китайского языка не знают, да и знать им не можно, ибо это не малотрудно и не малолетнего пребывания и обучения требует, и потому за незнанием сего языка китайцам проповедь чинить и в православную веру крещение их производить неудобно и невозможно, и для того от тех духовных персон мало и почти никакого в том успеха нет, а, хотя иногда и то редко кто из подлости и крестится, но токмо приемлют крещение ради одного получения одежды, за то даемой, и по продаже одежды в прежнем своём заблуждении остаются».
Уже давно прошло «уреченное время», на которое Гервасий был прислан в Китай, но только 4 июня 1755 года Гервасию удалось выехать из Пекина. 5 сентября 1755 года он прибыл в Кяхту, а в январе 1756 году в Москву.

### Епископ
18 февраля 1757 года он был назначен настоятелем Елецкого Черниговского монастыря, хотя и продолжал писаться «Хинским архимандритом», но прежде выезда его в Чернигов он 20 апреля 1757 года «за труды свои и добропорядочную жизнь» был назначен епископом Переяславским и Бориспольским.
23 июля 1757 года он был наречён, а 27 июля хиротонисан во епископа в Санкт-Петербургском Петропавловском соборе.
Двумя своими окружными посланиями 1758 и 1760 годов Гервасий обнародовал свою программу, содержание которой вкратце выражается тремя словами «благочиние, благолепие, благоговение». Он имел высокое представление о сане и обязанностях священника, этого «Божия села эконома». «Всякий, какой ни будь, священник, внушал Гервасий, должен есть сан свой великий, от благодати Божией на него положенный, чувствовати и прилежно честь оного поберегати». Гервасий прежде всего хотел иметь духовенство образованное: он очень заботился о Переяславской семинарии и её курсе, несмотря на то, что учителя «на произвождение денежного жалованья и на всей пище катедральной содержались», и содержание их ложилось нелегким бременем на небогатую Переяславскую кафедру. К получению священства дозволено было «представлять тех только, которые реторики обучени». Священник должен был обучать своих прихожан главнейшим молитвам и началам катехизиса. Священнику вменялось в обязанность «все намерение на тое обратити, чтобы церковь Божию в красоту привести», чтобы все, начиная с «божественного алтаря» и кончая «цвинтарем» или погостом, было «пристойно, честно и пригоже, а не гнюсно». Гервасий ополчался против «икономазов» и кузнецов, являвшихся тогда главными украсителями украинских храмов, и предписывал «вежливых майстеров взисковати». «Всякую отправу церковную» священник должен был «действовать благоговейно»; особенно предписывалось совершать погребение «благоговейно, умильно и учтиво»; здесь, как и везде, священнику запрещалось всякое «ласкательство» к «знатным» прихожанам и предписывалось «жертву приносить не токмо за тех умерших, которые могут наградить даянием». Всякие «издирства», «взятки» и «волокита» при требоисправлениях были строго запрещены, и была введена умеренная одна и та же для всех плата за «обвенчание». Сознание «великолепия» священного сана должно было выражаться как в «благославных, благоповажных, долгопошитых, черных или темноцветных одеждах», так и во всем поведении священников и их жён учредил строгий контроль за поведением духовенства и придумал целую систему наказаний, налагаемых духовными правлениями, до «смирения» тюрьмою и «удручением цепою» включительно. Не полагаясь вполне на сидевших в правлениях протопопов, Гервасий в 1758 году учредил особую должность «суперинтенданта», поставленного выше духовных правлений в деле надзора за поведением духовенства.
К епархии Гервасия принадлежала и юго-восточная часть будущей Киевской губернии, находившаяся в то время в пределах Польши. Гервасий обратил особое внимание на свою зарубежную паству, на поддержание и распространение православия в польских владениях. В деле «исторгнения из зубов унеятских невинных душ православного народа» он нашёл энергичного помощника в лице архимандрита Матронинского монастыря Мельхиседека Значко-Яворского. В августе 1765 году Гервасий лично посетил зарубежную часть своей епархии. «Из Переяслава за Днепр летели грамоты и послания, призывающие стоять за веру и бороться с унией, говорит В. А. Пархоменко, в Переяслав спешили из-за Днепра священники и депутаты от населения, чтобы утвердиться в православии». Противоуниатское движение среди украинцев вызвало жестокие гонения со стороны поляков. Гервасий делал всё для облегчения участи своей зарубежной паствы. Пробовал он делать запросы польским местным «комендирам» о «напрасных и бесправных к правоверным простирающихся злоключениях», но, конечно, без результата; «не единожды» просил он защиты для православных и у Киевского генерал-губернатора Воейкова и у командовавшего войском в Польше генерала Кречетникова; но Воейков считал это «принадлежащим до рассмотрения высших правительств» и рекомендовал «адресоваться по команде в Св. Прав. Синод или в Государственную Коллегию Иностранных дел», а Кречетников считал это «принадлежащее до попечения министерского» и советовал обратиться к русскому «министру» в Варшаве кн. Репнину. Много раз и без совета Воейкова Гервасий доносил Синоду о «напрасных и бесправных мучительствах», претерпеваемых «единоверными греческими исповедниками за единую ревность и хранение своего благочестия» и просил «милостиво призреть» на их «вопль и рыдание», но Синод только сообщал доношения Гервасия Иностранной Коллегии, которая вместе с кн. Репниным ни во что ставила интересы православия в Польше сравнительно с политическими выгодами России. Подавал он и челобитную на Высочайшее имя «с прошением матерния милости и защиты»; «но бог весть», не без скептицизма закончил Гервасий свой рассказ Георгию Конискому об этом челобитье. Гервасию оставалось в окружных посланиях призывать свою зарубежную паству к мужеству и терпению. Вопреки инсинуациям на Россию «отчаянцев унеятов» Гервасий убеждал украинцев в том, что «по Бозе православная Россия, как всех своих единоверных, так и их, не оставляет и не оставит». Напоминая о «богатирствах» древних мучеников, Гервасий обещал страдальцам, «апостольским узам последующим», сочувствие всего света и «славу на небеси». «Всячески лучше есть в вере православной и о вере за Господа умерти, как в погибельном неверии пожити, единаче же погибнути».
Торжественное погребение Гервасием в Переяславле головы замученного и сожженного поляками Даниила Кушнира было во всяком случае вполне естественной противопольской демонстрацией. В польской Украйне, наконец, вспыхнул страшный гайдамацкий бунт против поляков и евреев, известный под именем «Колиивщины». Этот бунт был необходимым следствием угнетения православных польскими властями и униатами, и, по мнению о. Крамаренка, «надо удивляться, что православные украинцы могли так долго терпеть бесчеловечные увечия и убийства». Польское правительство всецело приписало мятеж «интригам» Гервасия и Мелхиседека. Кн. Репнин, заботившийся исключительно о спокойствии в Польше, «позволил убедить себя в том», что Гервасий «конечно входит в сей бунт», и высказывал мнение, что «время сему архиерею хвост присечь». Настроенная в этом духе кн. Репниным, Екатерина вознегодовала на то, что Гервасий «мешался в заграничные дела без повеления». Но у Гервасия нашлись заступники: заведовавший иностранными делами гр. H. И. Панин счел своим долгом «благовременно и благонамеренно остеречь» Гервасия; правитель Малороссии гр. П. А. Румянцев писал в защиту Переяславского епископа, что Гервасий «кажется черноризцем, который в глубокой своей уже старости посвящает себя строгому благоговению и совсем не является удобным к сплетению той интриги, в которой его обвиняют».
29 сентября 1768 года Екатерина указала Гервасию ехать немедленно в Киев и жить там «до указу синодского» на Переяславском «катедральном подворье». Гервасий и из Киева продолжал управлять Переяславской епархией, но переселением его было «достигнуто ослабление деятельных сношений его с заграничной паствой». Одни утверждают, что Гервасий «ни словом, ни делом не был виновным в возмущении»; другие, напротив, того мнения, что он проповедовал «крестовый поход» против поляков и благословил «оружие отмщения». Более осторожным является мнение, что «скудость опубликованных доселе материалов не даёт права вполне категорически высказаться о роли Гервасия и Мельхиседека в гайдамацком восстании 1768 г.». «Влияние Гервасия на возникновение восстания 1768 г., говорит г. Вл. П. (В. А. Пархоменко), вряд ли может подлежать сомнению. Гервасий не хотел кровавого дела, но своею ревностью в борьбе с униею он косвенно немало содействовал возбуждению среди украинцев политического движения. Гервасий с Мельхиседеком всколыхнули народную массу, вызвали в ней брожение, пробудили сознание ненормального положения, вызвали движение религиозное, но отсюда был один только шаг до политического бунта, до правовой помсты угнетателям».
Гервасий недолго прожил в Киеве; он умер после непродолжительной болезни 22 декабря 1769 года в 8 часов утра и был погребён в Переяславском кафедральном Вознесенском соборе.